# Presidente Jânio Quadros
Presidente Jânio Quadros este un oraș în statul Bahia (BA) din Brazilia.